# Graeme Storm
Graeme Storm, né le 13 mars 1978 à Hartlepool, est un golfeur anglais évoluant sur le Tour européen PGA. Après avoir remporté le titre de champion d'Angleterre des moins de 16 ans en 1994 puis le British Amateur en 1999, il passe professionnel en 2000.
Il gagne deux tournois sur le Challenge Tour en 2004 : Ryder Cup Wales Challenge et Tikida Beach Moroccan Classic. Sur le Challenge Tour, sa meilleure saison est celle de 2004 avec une troisième place au classement du championnat.
Son meilleur résultat sur une saison sur le tour européen reste une 31e place au classement des gains en 2005 avec 691,670 euros.
Il remporte son premier tournoi sur le tour européen le 1er juillet 2007 en s'adjugant l'Open de France. Il remporte sa deuxième victoire après dix ans d'attente lors du BMW SA Open en battant en play-of un ancien numéro 1 mondial, le Nord-Irlandais Rory McIlroy.
Fan de football, il soutient le club de sa ville natale, Hartlepool United Football Club, et le Liverpool FC.

## Victoires professionnel (4)

### Tour Européen (2)
| No. | Date        | Tournoi        | Score                 | Avance  | Deuxième(s)  |
| --- | ----------- | -------------- | --------------------- | ------- | ------------ |
| 1   | 1 Jul 2007  | Open de France | −7 (66-74-71-66=277)  | 1 coup  | Søren Hansen |
| 2   | 15 Jan 2017 | BMW SA Open1   | −18 (69-63-67-71=270) | Playoff | Rory McIlroy |

1 Co-sanctionné par le Sunshine Tour.

### Challenge Tour (2)
| No. | Date        | Tournoi                                    | Score                 | Avance  | Deuxième(s)  |
| --- | ----------- | ------------------------------------------ | --------------------- | ------- | ------------ |
| 1   | 8 Aug 2004  | Ryder Cup Wales Challenge                  | −26 (68-63-64-67=262) | 3 coups | Matthew King |
| 2   | 10 Oct 2004 | Attijari Wafa - Tikida Beach Maroc Classic | −16 (64-67-68-65=264) | 4 coups | Juan Abbate  |